# Liste der Naturdenkmale in Selters (Westerwald)
Die Liste der Naturdenkmale in Selters (Westerwald) nennt die im Gemeindegebiet von Selters (Westerwald) ausgewiesenen Naturdenkmale (Stand 13. Juni 2024).

## Naturdenkmale
| Nr.         | Bezeichnung | Lage                              | Beschreibung       | Bild            |
| ----------- | ----------- | --------------------------------- | ------------------ | --------------- |
| ND-7143-481 | Sommerlinde | Amtsstraße, gegenüber Nr. 14 Lage | Tilia platyphyllos | Fotos hochladen |

## Ehemalige Naturdenkmäler
| Nr. | Bezeichnung                         | Lage                                        | Beschreibung | Bild                                    |
| --- | ----------------------------------- | ------------------------------------------- | --- | --------------------------------------- |
|     | Linde am evangelischen Kindergarten | Amtsstraße, hinter Nr. 10 Lage              | Tilia platyphyllos; Rechtsverordnung aufgehoben                                                                 | Direkt Bild zu diesem Denkmal hochladen |
|     | Eichhoffsbuche                      | Jahnstraße, hinter Nr. 6 am Saynbach Lage   | Fagus sylvatica, um 1800 gekeimt; Anfang 2014 aufgrund starken Pilzbefalls gefällt, Rechtsverordnung aufgehoben | Direkt Bild zu diesem Denkmal hochladen |
|     | Rotbuche                            | östlich des Ortes; Abteilung Maxseifen Lage | Fagus sylvatica; Rechtsverordnung vor 2009 aufgehoben                                                           | Direkt Bild zu diesem Denkmal hochladen |